# 大地 (パール・S・バック)
『大地』（だいち、The Good Earth）は、パール・S・バックの長編小説（1931年）。続編の『息子たち』（1932年）、『分裂せる家』（1935年）とあわせて三部作 "The House of Earth" を形成する。一般にこの三部作が『大地』として出版される（そのときは『大地』が第1部となる）。この作品でバックはノーベル文学賞を受賞した。

## あらすじ
中国安徽省にすむ貧農の王龍（ワンルン）は、妻として地主の黄家の奴隷の玉蘭（オラン）を娶る。玉蘭は美しくなく、非常に寡黙であったが、勤勉であった。王龍の家は玉蘭が来てから経済的に恵まれるようになり、地主の黄家から土地を買っていった。子供にも恵まれた。しかし、洪水による飢饉で南の町に逃れなければならなくなり、王龍一家はそこで乞食や車夫をして貧困に喘ぐこととなった。やがてその南の町が戦争に巻き込まれ、金持ちの家の扉に砲弾が当たり、王龍らは多くの銀貨を手に入れる。その銀貨や宝石で王龍一家は自らの土地に戻ることができた。帰ってからというもの、王龍は必死で働き、没落している黄家から土地を買い占め、ついにはいまだかつて無いほどの大富豪となる。王龍は豊かになると玉蘭の醜さが我慢できなくなり、洪水で仕事も減ったこともあり、商売女の蓮華の元に入り浸るようになり、蓮華を第2夫人として家の一員に加える。また、家が豊かになったので怠け者の叔父一家の面倒を見なくてはいけなくなった。しかし叔父は飢饉になると村々を荒らしまわる匪賊の副頭目であったため、王龍は飢饉のときでも略奪から逃れることができた。王龍は叔父と叔母にアヘンを薦めて彼らを弱らせ、叔父の息子には彼の希望通り戦争に兵隊として出て行かせる。ようやく問題が解決したと思うとさらに別の問題が次々と起こっていく。最後には長男と次男が老いた父親の見えないところで、父親が血のにじむ思いをして購入した土地の売却を考え始めるのであった。

## 王龍の娘とパール・S・バックの娘
小説の中に王龍の娘が2人出てくるが、そのうちの1人は知的障害者であった。実はパール・S・バックの娘も知的障害者であり、彼女に特殊教育を受けさせるための金銭を手に入れることが動機のひとつとなってこの小説を書いたと言われている。王龍は他の子供たちから受けるストレスを、知的障害者の娘を可愛がることによって発散した。王龍は非常にこの娘を可愛がり、使用人に「私が死んだらこの子はどうなるのか? 私はこの子の将来が恐ろしい、しかし自分の手で殺すのももっと恐ろしい」という趣旨のことを話す。パール・S・バックは自らを王龍に見立てて、この小説の一部を書いたものと思われる。

## 政治的影響
一部の学者は、『大地』を、迫り来る日本との戦争において中国への同情を生んだと見ている。「もし中国がアメリカの想像力をかき立てることがなければ、もっと満足のいく極東政策が可能だったかもしれない。」とある者は言う。しかし、『大地』のような作品は、「苦しんでいる中国人への理解ある思いやりをもたらしても、アジアにおける自分たちの限定的な選択肢をアメリカ人に知らせることはほとんどなかった。」という。しかし、外交史家のウォルター・ラフェバーは、アメリカ人がバックのような作家により描かれた英雄的な中国人に夢中になったことには同意するものの、「こうした中国観は1937年以降のアメリカの政策を形作るものではなかった。もしそうであれば、アメリカ人は1941年よりずっと前からアジアで戦っていただろう。」と結論づけている。
コロンビア大学の政治学者アンドリュー・J・ネイサンは、ヒラリー・スパーリングの著書『中国のパール・バック：大地への旅（Pearl Buck in China: Journey to The Good Earth）』を絶賛した。読者を感動させ、革命的な中国と米国の相互作用を洞察する源としてバックの仕事を再発見するはずだと述べている。スパーリングは、バックがアメリカ人宣教師の娘であったことを観察し、この本が単に人種差別的なステレオタイプを集めたものという非難に対して、この本を擁護している。彼女の見解では、バックは中国の貧困層の生活を深く掘り下げ、「宗教原理主義、人種的偏見、ジェンダー抑圧、性的抑圧、障害者差別」に反対している。

## 日本語訳
- 新居格訳 第一書房、1935年-1949年 のち新潮文庫
- 大久保康雄訳 河出文庫、1956年 のち角川文庫
- 大久保康雄訳 世界名作全集30(上)・31(下)、平凡社、1959年
- 飯島淳秀訳 世界名作全集、筑摩書房、1961年
- 深沢正策訳 アイドル・ブックス32、ポプラ社、1966年
- 佐藤亮一訳 旺文社文庫、1967年-1968年
- 朱牟田夏雄訳 世界文学全集、講談社、1970年 のち講談社文庫
- 北川悌二訳 潮文庫、1974年
- 小野寺健訳 世界文学全集、集英社、1975年 のち岩波文庫
- 浜本武雄訳 世界文学全集、学習研究社、1979年

## 映画
- 『大地』（原題：The Good Earth、1937年） - 監督：シドニー・フランクリン、出演者：ポール・ムニ、ルイーゼ・ライナー、ウォルター・コノリー